# Велика четвірка (теніс)
Велика четвірка у тенісі — це загальний термін що використовують для описання квартету гравців, а саме: Роджера Федерера, Рафаеля Надаля, Новака Джоковича та Енді Маррея. Це поняття вживають, щоб описати домінування названих гравців у рейтингу та на головних турнірах, зокрема турніри Grand Slam, Мастерси, Підсумковий турнір та Олімпійські ігри. Велику четвірку визнають найсильнішими гравцями усіх часів, а період їхніх виступів уже називають «Золотою ерою» чоловічого тенісу.

## Походження
У період між 2003 та 2008 роками у чоловічому тенісі склалося повне домінування двох гравців: Роджера Федерера та Рафаеля Надаля, усі найголовніші титули були розіграні у їхньому протистоянні. 2011 року, коли Новак Джокович виграв три турніри Grand Slam, а Енді Маррей вийшов на всіх чотирьох турнірах у півфінали, у пресі та тенісній літературі закріпився термін «Велика четвірка».

## Домінування

### Виступи на головних турнірах
З сезону 2004, усі 38 турнірів Grand Slam, окрім чотирьох, були виграні представниками Великої четвірки, і тільки два із цих турнірів пройшли після Australian Open 2005. З 2008 року 7 гравців поза Великою четвіркою виходили до фіналів ТВШ, але перемогу здобули тільки двоє — Хуан Мартін дель Потро на US Open 2009 та Станіслас Вавринка на Australian open 2014. Більше того, з US Open 2010 до US Open 2013 включно, усі фінали ТВШ були розіграні учасниками Великої четвірки.
Домінування цих гравців передбачає також те, що вони доходять до вирішальних стадій значних турнірів у повному складі, займаючи усі місця у півфіналах.
Також їхнє панування відбилося і на Мастерсах. З 2008 року у 47 турнірах із 54 перемогу здобули представники Великої четвірки, включаючи усі 9 у сезоні 2011. Між Мастерс Індіан-Веллс 2011 та Мастерс Шанхай 2012 вони здобули перемоги на 17 поспіль Мастерсах.
На обох Олімпійських турнірах, що відбулися з 2008 року, перемогу святкували представники Великої четвірки: Рафаель Надаль на 2008 та Енді Маррей на 2012, у той час як Федерер виборов срібну медаль (2012) а Джокович — бронзову (2008).
Представники Великої четвірки є єдиними гравцями після Рода Лейвера, Тоні Роча та Івана Лендла, яким вдавалося вийти у півфінали усіх чотирьох турнірів Grand Slam в один календарний рік.

### Статистика
| 2008–          | Гранд Слем | Мастерси | Підсумковий | Олімпійські ігри | Всього  |
| -------------- | ---------- | -------- | ----------- | ---------------- | ------- |
| Новак Джокович | 17         | 34       | 5           | 0                | 56      |
| Роджер Федерер | 20         | 28       | 6           | 0                | 54      |
| Рафаель Надаль | 19         | 35       | 0           | 1                | 55      |
| Енді Маррей    | 3          | 14       | 1           | 2                | 20      |
| Всього         | 24 / 27    | 47 / 54  | 5 / 6       | 2 / 2            | 79 / 89 |

### Виступи на турнірах Grand Slam
|                | 2008      | 2008    | 2008            | 2008 | 2009      | 2009    | 2009            | 2009 | 2010      | 2010    | 2010            | 2010 | 2011      | 2011    | 2011            | 2011 | 2012      | 2012    | 2012            | 2012 | 2013      | 2013    | 2013            | 2013 | 2014      | 2014    | 2014            | 2014 |
| Турнір         | Австралія | Франція | Велика Британія | США  | Австралія | Франція | Велика Британія | США  | Австралія | Франція | Велика Британія | США  | Австралія | Франція | Велика Британія | США  | Австралія | Франція | Велика Британія | США  | Австралія | Франція | Велика Британія | США  | Австралія | Франція | Велика Британія | США  |
| Новак Джокович | П         | ПФ      | 2К              | ПФ   | ЧФ        | 3К      | ЧФ              | ПФ   | ЧФ        | ЧФ      | ПФ              | Ф    | П         | ПФ      | П               | П    | П         | Ф       | ПФ              | Ф    | П         | ПФ      | Ф               | Ф    | ЧФ        | Ф       | П               |      |
| Роджер Федерер | ПФ        | ПФ      | Ф               | П    | Ф         | П       | П               | Ф    | П         | Чф      | Чф              | ПФ   | ПФ        | Ф       | ЧФ              | ПФ   | ПФ        | ПФ      | П               | ЧФ   | ПФ        | ЧФ      | 2К              | 4К   | ПФ        | 4К      | Ф               |      |
| Рафаель Надаль | ПФ        | П       | П               | ПФ   | П         | 4К      | A               | ПФ   | ЧФ        | П       | П               | П    | ЧФ        | П       | Ф               | Ф    | Ф         | П       | 2К              | A    | A         | П       | 1К              | П    | Ф         | П       | 4К              |      |
| Енді Маррей    | 1К        | 3К      | ЧФ              | Ф    | 4К        | ЧФ      | ПФ              | 4К   | Ф         | 4К      | ПФ              | 3К   | Ф         | ПФ      | ПФ              | ПФ   | ПФ        | ЧФ      | Ф               | П    | Ф         | А       | П               | ЧФ   | ПФ        | ПФ      | ЧФ              |      |

## Рейтинг
З вересня 2008 року представники Великої четвірки займали перші 4 сходинки у рейтингу протягом усього часу, окрім 12 тижнів. Роджер Федерер, Новак Джокович та Рафаель Надаль не залишали верхніх позицій протягом всього цього періоду. Єдиним гравцем, який зміг ненадовго розбити цю групу, був Робін Содерлінг, який потіснив Енді Маррея з четвертого рядка 15 листопада 2010 року і з перервами утримував її до 4 квітня 2011. 28 січня 2013 року Давид Феррер посунув Рафаеля Надаля з 4 рядка після того, як Надаль пропустив півроку через травму коліна.

### Рейтинг на кінець року
| Рейтинг на кінець року | 2008 | 2009 | 2010 | 2011 | 2012 | 2013 |
| ---------------------- | ---- | ---- | ---- | ---- | ---- | ---- |
| Новак Джокович         | 3    | 3    | 3    | 1    | 1    | 2    |
| Роджер Федерер         | 2    | 1    | 2    | 3    | 2    | 7    |
| Рафаель Надаль         | 1    | 2    | 1    | 2    | 4    | 1    |
| Енді Маррей            | 4    | 4    | 4    | 4    | 3    | 4    |

## Визнання
Усі найсильніші гравці сучасності, такі як Давид Феррер, Томаш Бердих та Жо-Вілфрід Тсонга постійно говорять про домінування Великої четвірки.
На Australian Open 2012, восьмиразовий переможець турнірів Grand Slam Андре Агассі заявив, що «зараз є чотири хлопці, які змінюють уявлення про теніс»
Під час півфінального матчу Australian Open 2013, у якому Новак Джокович за півтори години розгромив Давида Феррера, один із коментаторів заявив: «ATP — це чотири хлопці, які уміють грати в теніс, і купа абсолютно непотрібних людей».

## Протистояння
Між учасниками топ-4 відбулося вже понад 150 очних зустрічей. Протистояння Джокович-Надаль є найбільшим за кількістю матчів у Відкриту еру (38), Протистояння Федерер-Надаль визнано найкращим в історії.
| Протистояння     | Ігор | Період | Матчів на ТВШ | Результати на ТВШ | Усі матчі | Фінали ТВШ | Результати фіналів ТВШ | Всього фіналів | Результати усіх фіналів |
| ---------------- | ---- | ------ | ------------- | ----------------- | --------- | ---------- | ---------------------- | -------------- | ----------------------- |
| Джокович-Надаль  | 42   | 2006–  | 12            | 3–9               | 19–23     | 7          | 3-4                    | 22             | 12-10                   |
| Джокович-Федерер | 35   | 2006–  | 12            | 6–6               | 17–18     | 2          | 1-1                    | 10             | 6-4                     |
| Федерер-Надаль   | 32   | 2004–  | 11            | 2–9               | 10–22     | 8          | 2-6                    | 20             | 6-14                    |
| Федерер-Маррей   | 21   | 2005–  | 5             | 4–1               | 10–11     | 3          | 3-0                    | 8              | 5-3                     |
| Джокович-Маррей  | 18   | 2006–  | 4             | 3–1               | 11–7      | 3          | 2-1                    | 8              | 4-4                     |
| Маррей-Надаль    | 18   | 2007–  | 8             | 2–6               | 5–13      | 0          | 0                      | 3              | 2-1                     |